# スルガスンプジョウ
スルガスンプジョウとは日本の競走馬である。1974年世代で、同期はキタノカチドキ・コーネルランサーなど。カネミノブ、カネミカサとともにマイラー系種牡馬バーバーの代表産駒である。

## 戦績
1973年11月4日、新潟競馬場開催のデビュー戦を快勝。次に出走したレースも逃げ切って勝ち、2連勝とした。その次に挑んだ条件特別では、のちのダービー馬・コーネルランサーに惜敗。その後1か月半の間に3戦もしたツケが回ってソエが出てしまい、やむなく4か月の休養。ベスト距離と思われた皐月賞には参戦できずに終わった。
翌1974年、条件特別を勝ったあと、距離に一抹の不安のある東京優駿（日本ダービー）に挑んだ。大本命・キタノカチドキが3着に沈んだレースは、最後の直線で前を塞がれ最後方に下がって大外を回らされたのが響き6着に終わった。その後「残念ダービー」と言われていた日本短波賞（中山競馬場1800メートル）に出走し、単勝オッズ1.1倍の支持に応え横綱相撲で快勝。秋に向けて休養に入った。
休養明け後のセントライト記念（東京競馬場2400メートル）に勝ち距離不安を克服したが、陣営は菊花賞には向かわずダービー卿チャレンジトロフィー（東京競馬場1800メートル）に挑戦した。適距離ということで圧倒的1番人気であったが、故障でクラシックに出られなかったカーネルシンボリには先着したものの3着。1着ザオーリュウジン・2着ニシキエースで決まった枠番連勝複式馬券8-8の払戻金は3万円以上となり、当時としては画期的な高配当となった。
次に出走したクモハタ記念を勝って休養に入ったスルガスンプジョウだったが、復帰後は当時の中央競馬において中距離路線が整備されていなかったゆえに適鞍に恵まれず、ホワイトフォンテンが優勝・単勝万馬券という大波乱になった日本経済賞が最後のレースとなった（単勝1番人気・3着）。

## 極端な配合
インブリードの定番・奇跡の血量といわれる血量は18.75パーセントであるが、本馬は37.5パーセントを英ダービー馬・ストレイトディールから受け継いでいた。これほど極端なインクロスの血統を持つ名馬はコロネーション（トウルビヨンの50パーセント〈2×2〉）、シンコウキング（ノーザンダンサーの37.5パーセント〈2×3〉）、ストーミングホーム（ミスタープロスペクターの37.5パーセント〈2×3〉）くらいである。

## 血統表
| スルガスンプジョウの血統（プリンスリーギフト系 / Straight Deal3×2=37.5%、Nearco4×4=12.5%、Pharos（Fairway）5.5×5=9.38% ） | スルガスンプジョウの血統（プリンスリーギフト系 / Straight Deal3×2=37.5%、Nearco4×4=12.5%、Pharos（Fairway）5.5×5=9.38% ） | スルガスンプジョウの血統（プリンスリーギフト系 / Straight Deal3×2=37.5%、Nearco4×4=12.5%、Pharos（Fairway）5.5×5=9.38% ） | （血統表の出典）    | （血統表の出典） |
| 父 *バーバー Berber 1965 黒鹿毛 イギリス                                                                                  | 父の父Princely Gift 1951 鹿毛 イギリス                                                                                    | Nasrullah | Nearco              | Nearco           |
| 父 *バーバー Berber 1965 黒鹿毛 イギリス                                                                                  | 父の父Princely Gift 1951 鹿毛 イギリス                                                                                    | Nasrullah | Mumtaz Begum        |                  |
| 父 *バーバー Berber 1965 黒鹿毛 イギリス                                                                                  | 父の父Princely Gift 1951 鹿毛 イギリス                                                                                    | Blue Gem | Blue Peter          | Blue Peter       |
| 父 *バーバー Berber 1965 黒鹿毛 イギリス                                                                                  | 父の父Princely Gift 1951 鹿毛 イギリス                                                                                    | Blue Gem | Sparkle             |                  |
| 父 *バーバー Berber 1965 黒鹿毛 イギリス                                                                                  | 父の母Desert Girl 1950 鹿毛 イギリス                                                                                      | Straight Deal | Solario             | Solario          |
| 父 *バーバー Berber 1965 黒鹿毛 イギリス                                                                                  | 父の母Desert Girl 1950 鹿毛 イギリス                                                                                      | Straight Deal | Good Deal           |                  |
| 父 *バーバー Berber 1965 黒鹿毛 イギリス                                                                                  | 父の母Desert Girl 1950 鹿毛 イギリス                                                                                      | Yashmak | Easton              | Easton           |
| 父 *バーバー Berber 1965 黒鹿毛 イギリス                                                                                  | 父の母Desert Girl 1950 鹿毛 イギリス                                                                                      | Yashmak | Zelina              |                  |
| 母 カネヤナギ 1961 栗毛 青森県                                                                                            | 母の父Straight Deal 1940 鹿毛 イギリス                                                                                    | Solario | Gainsborough        | Gainsborough     |
| 母 カネヤナギ 1961 栗毛 青森県                                                                                            | 母の父Straight Deal 1940 鹿毛 イギリス                                                                                    | Solario | Sun Worship         |                  |
| 母 カネヤナギ 1961 栗毛 青森県                                                                                            | 母の父Straight Deal 1940 鹿毛 イギリス                                                                                    | Good Deal | Apelle              | Apelle           |
| 母 カネヤナギ 1961 栗毛 青森県                                                                                            | 母の父Straight Deal 1940 鹿毛 イギリス                                                                                    | Good Deal | Weeds               |                  |
| 母 カネヤナギ 1961 栗毛 青森県                                                                                            | 母の母*マグナニ Magnani 1956 鹿毛 イギリス                                                                                | Migoli | Bois Roussel        | Bois Roussel     |
| 母 カネヤナギ 1961 栗毛 青森県                                                                                            | 母の母*マグナニ Magnani 1956 鹿毛 イギリス                                                                                | Migoli | Mah Iran            |                  |
| 母 カネヤナギ 1961 栗毛 青森県                                                                                            | 母の母*マグナニ Magnani 1956 鹿毛 イギリス                                                                                | Fantesca | Nearco              | Nearco           |
| 母 カネヤナギ 1961 栗毛 青森県                                                                                            | 母の母*マグナニ Magnani 1956 鹿毛 イギリス                                                                                | Fantesca | Charwoman F-No.15-a |                  |